# فيصل عزيزي
فيصل عزيزي (مواليد 26 فبراير 1986) هو مغني وممثل وكوميدي مغربي، خريج المعهد العالي للفن المسرحي والتنشيط الثقافي بالرباط. تعرف عليه الجمهور المغربي من خلال غنائه رفقة مجموعة «كلمة» سنة 2006 ثم اشتهر أكثر بعد إحيائه أغنية «هاك أماما» سنة 2015 من الترات اليهودي المغربي التي لاقت نجاحا كبيرا، كما أنه شارك في عدة مسلسلات وأفلام مغربية.

## حياته المبكرة
ولد فيصل عزيزي في مدينة تطوان شمال المغرب سنة 1986، ينحدر والده من مدينة فاس بينما تنحدر والدته من مدينة شفشاون، بعد حصوله على شهادة البكالوريا التحق بالمعهد العالي للفن المسرحي والتنشيط الثقافي حيث درس فنون العرض والموسيقى لمدة 4 سنوات، وبعد تخرجه انضم لمجموعة كلمة الغنائية قبل أن ينطلق في مسيرته كممثل.

## مسيرته الفنية
تعرف الجمهور المغربي على فيصل عزيزي كعضو في فرقة «كلمة» الغنائية في 2006 بعد النجاح الكبير للأغنية «وردة على وردة» التابعة للفيلم المغربي «البرتقالة المرة». ومنذ ذلك الحين وفيصل عزيزي يشق طريقه في المجال الغنائي رفقة الفرقة المويسقية بإصدار مجموعة من الاغاني المغربية إلى حدود سنة 2010 حيث توقف عمل الفرقة وانفصل أعضائها لأسباب شخصية ومهنية.
عاد فيصل عزيزي إلى المجال الفني وبالضبط لمجال الثمثيل والكوميديا حيت لعب دور «الحبيب» في السلسلة الفرنسية الشهيرة «كابول كتشن» لمدة ثلاثة مواسم متتالية وكانت تجربة ناجحة في مجال التمثيل حسب النقاد. في سنة 2014 نجح فيصل عزيزي في إحياء التراث المغربي اليهودي عبر إعادة غنائه للأغنية القديمة «هاكا ماما» بتوزيع جديد، الأمر الذي شكل عودة قوية له كمغني منفرد للساحة الفنية.

## الأغاني

### أغاني مجموعة كلمة
أدى فيصل ألبوم غنائي مع فرقة كلمة الموسيقية:
- وردة على وردة
- كيف لمعاني
- الغربة
- فيك أنا نحيا
- لو كان طريقو هواء
- متى نستريح
- نادم
- تكلم

### أغاني منفردة
- هاكا أ ماما
- مكاين باس
- مفتاح لقلوب
- مملوك
- أنا مليت
- كيف ما أنا

## الأعمال التمثيلية

### أفلام
- فيلم مغربي "ماجد"
- فيلم مغربي "عشق وغضب"
- فيلم قصير "Towards the Possible"
- فيلم قصير "الباروكة"
- فيلم تلفزي مغربي "دوبل في"
- فيلم تلفزي مغربي "مول البندير"
- فيلم سينمائي "قرعة ميريكان"

### مسلسلات
- المسلسل الفرنسي «كابول كتشن»
- المسلسل المغربي «سوبر ماركت»
- المسلسل المغربي «ديسك حياتي»
- المسلسل المغربي «أش هذا»
- المسلسل المغربي «بنات اليوم»

## روابط خارجية
- فيصل عزيزي على موقع IMDb (الإنجليزية)
- فيصل عزيزي على موقع قاعدة بيانات الأفلام العربية
- فيصل عزيزي على موقع ألو سيني (الفرنسية)
- فيصل عزيزي على موقع كينوبويسك (الروسية)
- Fayçal Azizi - Fiche artiste